# 石井町
石井町（日语：／ Ishii chō */?）是位於日本德島縣東北部、德島市西邊的町。北邊以吉野川與上板町相鄰，飯尾川流經城鎮中心並往東注入吉野川。因石井町距離德島市僅約10公里，因此發展成德島市的通勤城鎮，住宅用地的開發主要集中在東部地區。 

## 地理
石井町内除飯尾川外，還有渡内川、江川與神宮入江川等河川流經町内。當地年均溫為15.8℃，冬季鮮少下雪。年降雨量為1743毫米，降雨主要集中在颱風侵襲時的9月。當地的年日照時數則為1910小時。

## 歷史
飛鳥時代，僧侶行基在石井地區建造童學寺，據說僧侶空海曾在這座寺廟學習。奈良時代中期，聖武天皇要求日本全國各地建造官寺，石井地區則在當時興建阿波國的分尼寺(現阿波國分尼寺遺跡)。在江戶時代，日本對阿波藍的需求開始上升，許多販賣阿波藍的商人(藍商)因此致富。町内至今仍保留著田中家與武知家住宅等藍商的居住場所。

### 年表
- 1889年10月1日：實施町村制，現在的轄區在當時分屬：名西郡石井村、浦庄村、高原村、藍畑村、高川原村。
- 1907年11月1日：石井村改制為石井町。
- 1955年3月31日：石井町、浦庄村、高原村、藍畑村、高川原村合併為石井町。[9]

### 變遷表
| 1889年10月1日 | 1889年 - 1926年      | 1926年 - 1954年      | 1955年 - 1989年      | 1989年 - 现在        | 現在                 |
| ------------- | -------------------- | -------------------- | -------------------- | -------------------- | -------------------- |
| 石井村        | 1907年11月1日 石井町 | 1907年11月1日 石井町 | 1955年3月31日 石井町 | 1955年3月31日 石井町 | 1955年3月31日 石井町 |
| 藍畑村        |                      |                      | 1955年3月31日 石井町 | 1955年3月31日 石井町 | 1955年3月31日 石井町 |
| 浦庄村        |                      |                      | 1955年3月31日 石井町 | 1955年3月31日 石井町 | 1955年3月31日 石井町 |
| 高原村        |                      |                      | 1955年3月31日 石井町 | 1955年3月31日 石井町 | 1955年3月31日 石井町 |
| 高川原村      |                      |                      | 1955年3月31日 石井町 | 1955年3月31日 石井町 | 1955年3月31日 石井町 |

## 交通

### 鐵路
- 四國旅客鐵道
  - 德島線：下浦站 - 石井站

## 觀光
- 前山公園
- 野鳥之森
- 中王子神社
- 田中家住宅
- 阿波國分尼寺遺跡

## 教育
大學
- 德島縣農業大學校（德島縣利農林水水產總合技術支援中心農業大學校）

高等學校
- 德島縣立名西高等學校

## 本地出身之名人
- 松家幸治：漫畫家

## 外部連結
- （日語） 石井町商工會 （页面存档备份，存于）
- OpenStreetMap上有關石井町的地理

34°4′N 134°26′E / 34.067°N 134.433°E